# Lehota nad Rimavicou
Lehota nad Rimavicou (hongrois : Rimaszabadi) est un village de Slovaquie situé dans la région de Banská Bystrica.

## Histoire
La première mention écrite du village date de 1274.

## Démographie

### Évolution de la population
| Année:               | 1994. | 2004.   | 2014.    | 2024.   |
| -------------------- | ----- | ------- | -------- | ------- |
| Nombre de personnes: | 344   | 331     | 270      | 257     |
| Différence:          |       | -3,77 % | -18,42 % | -4,81 % |

| Année:               | 2023. | 2024. |
| -------------------- | ----- | ----- |
| Nombre de personnes: | 257   | 257   |
| Différence:          |       | +0 %  |